# ベン・マッキー
ベンジャミン・アーサー・マッキー（Benjamin Arthur McKee、1985年4月7日 - ）は、アメリカ合衆国のミュージシャンである。イマジン・ドラゴンズのベーシストとして知られる。

## 来歴
カリフォルニア州フォレストビルにて育った。エルモリノ・ハイスクール卒業。5年生でアコースティックベースを習得する前に、アコースティックギターとバイオリンを演奏して育った。高校では、ジャズトリオのメンバーとしてベースギターを学び続け、バークリー音楽大学への進学に影響を与えた。バークリーにいる間、マッキーはイマジン・ドラゴンズのバンドメイトであるウェイン・サーモンとダニエル・プラッツマンとギターパフォーマンスアンサンブルで演奏した。